# Medijatizirane kuće
Medijatizirane kuće (njemački Standesherren) bile su vladajuće kuće kneževskog i grofovskog ranga koje su bile medijatizirane u Svetom Rimskom Carstvu, između 1806. i 1815., kao dio njemačke medijatizacije, i kojima su njemačke vladarske kuće između 1825. i 1829. priznale određena prava i rang. Uz nekoliko iznimki, bile su to kuće čiji su poglavari bili članovi Carske skupštine u vrijeme medijatizacije uspostavom Rajnske konfederacije 1806./1807., od strane Francuske 1810., ili Bečkim kongresom 1814./1815. Medijatizirane su kuće bile organizirane u dva ranga: kneževske kuće s naslovom Durchlaucht ("prejasno visočanstvo"), koje su prethodno imale pravo glasa na kneževskoj klupi; i grofovkse kuće s naslovom Erlaucht ("presvijetlo visočanstvo"), koje su prethodno imale pravo glasa u jednoj od četiri grofovske klupe. Dočim se medijatizacija događala i u drugim zemljama poput Francuske, Italije i Rusije, samo su određene kuće unutar bivšeg Svetog Rimskog Carstva dobile status medijatizirane kuće.

## Prava medijatiziranih kuća
Medijatizirane su kuće općenito posjedovale veća prava od drugih kuća. Iako su izgubile suverenitet i određena prava (zakonodavstva, oporezivanja, krajnje jurisdikcije, i kontrole nad policijom i novačenjem) u svojim područjima, često su i dalje zadržavale svoje privatne posjede i feudalna prava, koja su mogla uključiti prava nad šumama, ribarenjem, rudarenjem, lovom, nad policijom i nižu jurisdikciju nad građanskim i kaznenim sudskim slučajevima. Medijatizirane su kuće također posjedovale prava naseliti si bilo gdje unutar Njemačke konfederacije. Bečki je kongres odredio su medijatizirane kuće priznate kao prvi vazali unutar svojih pojedinih država, i jednake po pravu s vladajućim kućama. Međutim, Bečki kongres nije nabrojio koje se kuće smatraju medijatiziranima.
Medijatizirane suverene kuće posjedovale su viši rang od drugih aristokratskih kuća jednakoga ili više ranga, unutar kneževskoga ili grofovskoga rana koji su uživali. na primjer, knez iz medijatizirane kuće imao je viši rang od vojvode iz kuća koja nije bila medijatizirana, iako je nominalno vojvoda višega ranga od kneza. U biti, to je medijatiziranim kneževskim kućama dalo isti rang sa suverenim europskim kućama. To je imalo praktičnoga učinka pri određivanju je li se brak smatrao morganatskim ili ne, te na prava koja bi uživala djeca iz takvoga braka.
U konačnici, bilo je prepušten svakoj od suverenih država da odredi koje obitelji se smatraju dijelom medijatiziranih kuća, a koje ne, što je dovelo do nesuglasja između registra Carske skupštine iz 1806. i kuća ubrojenih u medijatizirane kuće. Do 1806., izraz "izuzetak" koristio se za one države koje su predale svoju neposrednost i prava visoke jurisdikcije drugoj državi, ali su zadržale svoja prava glasa u Carskoj skupštini. Nisu sve izuzete kuće bile smatrane medijatiziranim kućama. Daljnje nesuglasje postoji jer su kuće bile medijatizirane između 1806. i 1814., a registri kneževskih i grofovskih medijatiziranih kuća nisu bili sastavljeni sve do 1825., odnosno 1829., a u međuvremenu su neke obitelji izmrle ili se odrekle svojih prava.
Od 1836., Almanach de Gotha je počeo navoditi medijatizirane kuće u posebnoj kategoriji u odnosu na europske vladarske kuće i niže plemstvo.
Prava medijatiziranih kuća u Austriji i Čehoslovačkoj bila su ukinuta 1919., nakon poraza Austro-Ugarske u Prvom svjetskom ratu i uspostave republika u tim državama. Prava su također ukinuta u Njemačkoj 1919., međutim abolicija nije bila sprovedena.
Sljedeći popisi su iscrpni i sadrže sve medijatizirane kuće

## Popis kneževskih medijatiziranih kuća (Durchlaucht- prejasno visočanstvo)
| Ime                                   | Titula                | Priznanje                                                                                   | Bilješke |
| ------------------------------------- | --------------------- | ------------------------------------------------------------------------------------------- | --- |
| Arenberg                              | vojvoda               | Austrija, Pruska, Hanover                                                                   | Područje Arenberga pripojila je Francuska, te predala Carstvu sporazumom u Campo Formiju 1797. Pridružene su grofovije Vest Recklinghausen i Meppen 1803. Priključeno Rajnskoj konfederaciji 1806. Anketirale Francuska i veliko vojvodstvo Berg, 1810. Nije bilo obnovljeno na Bečkom kongresu. |
| Auersperg                             | knez                  | Austrija                                                                                    | Grofoviju Thengen medijatizirao je Baden, 1806., te su mu prodana prava na taj teritorij 1811. |
| Bentheim-Steinfurt                    | knez grof prije 1817. | Austrija, Hanover, Pruska                                                                   | Grofoviju Steinfurt medijatiziralo je veliko vojvodstvo Berg, 1806. Anektirala Francuska 1810. Dodijeljeno Hannoveru 1815. |
| Bentheim-Tecklenburg                  | knez grof prije 1817. | Austrija, Hannover, Pruska                                                                  | Grofoviju Limburg i barunat Rheda medijatizirao Berg 1806. Dodijeljeno Pruskoj 1815. |
| Castell-Castell                       | knez grof prije 1901. | Bavarska                                                                                    | Medijatizirala Bavarska, 1806 |
| Castell-Rüdenhausen                   | knez grof prije 1901. | Bavarska                                                                                    | Medijatizirala Bavarska, 1806 |
| Colloredo-Mansfeld                    | knez                  | Austrija, Württemberg                                                                       | Medijatizirao Württemberg, 1806., te su mu prodana prava na taj teritorij, 1837. |
| Croÿ                                  | vojvoda               | Austrija, Pruska                                                                            | Područje Croÿa pripojila je Francuska i predala Carstvu sporazumom iz Campo Formija, 1797. Medijatizirao Arenberg, 1806. Pripojila Francuska, 1810. Dodijeljeno Pruskoj, 1815. |
| Dietrichstein                         | knez                  | Austrija, Württemberg                                                                       | Medijatizirao Württemberg, 1806. Izumrli 1864. |
| Erbach-Schönberg                      | knez grof prije 1903. | Hessen-Darmstadt                                                                            | Medijatizirao Hessen-Darmstadt, 1806. |
| Esterházy de Galántha                 | knez                  | Austrija, Bavarska                                                                          | Medijatizirala Bavarska, 1806. |
| Fugger-Babenhausen                    | knez                  | Austrija, Bavarska                                                                          | Izuzeti pod Bavarskom 1806., u tjednima prije formiranja Rajnske konfederacije. |
| Fugger-Glött                          | knez grof prije 1913. | Bavarska                                                                                    | Izuzeti pod Bavarskom 1806., u tjednima prije formiranja Rajnske konfederacije. Izumrli 1981. |
| Fürstenberg                           | knez                  | Austrija, Baden, Hohenzollern-Sigmaringen, Württemberg                                      | Medijatizirao uglavnom Baden, 1806. Djelomično medijatizirali Hohenzollern-Sigmaringen i Württemberg, 1806. |
| Hohenlohe-Neuenstein                  | knez                  | Austrija, Württemberg                                                                       | Medijatizirao Württemberg, 1806. |
| Hohenlohe-Neuenstein-Ingelfingen      | knez                  | Austrija, Württemberg                                                                       | Medijatizirao Württemberg, 1806. |
| Hohenlohe-Neuenstein-Kirchberg        | knez                  | Austrija, Württemberg                                                                       | Medijatizirao Württemberg, 1806. |
| Hohenlohe-Neuenstein-Langenburg       | knez                  | Austrija, Württemberg                                                                       | Medijatizirao Württemberg, 1806. |
| Hohenlohe-Waldenburg-Bartenstein      | knez                  | Austrija, Württemberg                                                                       | Medijatizirao Württemberg, 1806. |
| Hohenlohe-Waldenburg-Schillingsfürst  | knez                  | Austrija, Bavarska, Württemberg                                                             | Medijatizirala Bavarska, 1806. |
| Kaunitz-Rietberg                      | knez                  | Austrija, Pruska                                                                            | Medijatizirala Vestfalija, 1807. Izumrli 1848. |
| Khevenhüller-Metsch                   | knez                  | Austrija                                                                                    | Austrija posredno držala nekoliko manjih teritorija |
| Leiningen                             | knez                  | Austrija, Baden, Bavarska, Hessen-Darmstadt                                                 | Medijatizirao Baden, 1806. |
| Leyen                                 | knez                  | Austrija, Baden                                                                             | Medijatizirala Austrija, 1815. Predano Badenu, 1819. |
| Lobkowicz                             | knez                  | Austrija                                                                                    | Medijatizirala Bavarska, 1807., te su joj prodana prava na taj teritorij, 1814. |
| Löwenstein-Wertheim-Freudenberg       | knez                  | Baden, Bavarska, Württemberg                                                                | Medijatizirali Baden, knez-primas i Württemberg, 1806. |
| Löwenstein-Wertheim-Rosenberg         | knez                  | Austrija, Baden, Bavarska, Hessen-Darmstadt, Württemberg                                    | Mediatised by Baden, Hessen-Darmstadt, knez-primas i Württemberg, 1806. |
| Looz-Corswarem                        | vojvoda               | Austrija, Hanover, Pruska                                                                   | Medijatizirao Berg, 1806. |
| Metternich-Winneburg                  | knez                  | Austrija                                                                                    | Medijatizirao Württemberg, 1806, te su mu prodana prava na taj teritorij, 1825. |
| Orsini-Rosenberg                      | knez                  | Austrija                                                                                    | Austrija posredno držala nekoliko manjih teritorija |
| Öttingen-Spielberg                    | knez                  | Austrija, Bavarska, Württemberg                                                             | Medijatizirala Bavarska, 1806. |
| Öttingen-Wallerstein                  | knez                  | Austrija, Bavarska, Württemberg                                                             | Medijatizirala Bavarska, 1806. |
| Quadt-Isny                            | knez grof prije 1901. | Württemberg                                                                                 | Medijatizirao Württemberg, 1806 |
| Salm-Kyrburg                          | knez                  | Austrija, Pruska                                                                            | Nije obnovljen na Bečkom kongresu. Izumrli 1905. |
| Salm-Horstmar                         | knez grof prije 1817. | Austrija, Pruska                                                                            | Medijatizirao Berg, 1806. |
| Salm-Reifferscheid-Dyck               | knez grof prije 1816. | Austrija, Baden, Pruska                                                                     | Medijatizirao Württemberg, 1806. Izumrli 1888. |
| Salm-Reifferscheid-Krautheim          | knez grof prije 1804. | Austrija, Baden                                                                             | Medijatizirao Württemberg, a sjeverne teritorije Baden, te su im prodana prava na njih, 1829./1837. |
| Salm-Reifferscheid-Raitz              | knez                  | Austrija                                                                                    | Austrija posredno držala nekoliko manjih teritorija |
| Salm-Salm                             | knez                  | Austrija, Pruska                                                                            | Salm-Salm je pripojila Francuska, te predala Carstvu sporazumom u Campo Formiju, 1797. Pridružen dio biskupije Münster, 1803. Pripojila Francuska, 1810. Nije obnovljeno na Bečkom kongresu. |
| Sayn-Wittgenstein-Berleburg           | knez                  | Austrija, Pruska                                                                            | Medijatizirao Hessen-Darmstadt, 1806. Predano Pruskoj, 1815. |
| Sayn-Wittgenstein-Hohenstein          | knez                  | Austrija, Pruska, Württemberg                                                               | Medijatizirao Hessen-Darmstadt, 1806. Predano Pruskoj, 1815. |
| Schönburg-Hartenstein                 | knez                  | Austrija, Saksonija                                                                         | Iznimka u Saksoniji od 1740. |
| Schönburg-Waldenburg                  | knez                  | Austrija, Saksonija                                                                         | Iznimka u Saksoniji od 1740. |
| Schwarzenberg                         | knez                  | Austrija, Bavarska, Württemberg                                                             | Medijatizirale Bavarske, Baden i Württemberg, 1806. |
| Solms-Braunfels                       | knez                  | Medijatizirali Nassau-Usingen i Nassau-Weilburg, 1806. Predano Pruskoj, 1813. Izumrli 1970. | |
| Solms-Hohensolms-Lich                 | knez                  | Austrija, Hessen-Darmstadt, Pruska, Württemberg                                             | Medijatizirali Nassau-Usingen i Nassau-Weilburg, 1806. Predano Pruskoj, 1813. |
| Starhemberg                           | knez                  | Austrija                                                                                    | Austrija posredno držala nekoliko manjih teritorija |
| Stolberg-Rossla                       | knez grof prije 1893. | Hessen-Darmstadt, Pruska                                                                    | Iznimka u Pruskoj od 1714. |
| Stolberg-Stolberg                     | knez grof prije 1893. | Hanover, Pruska                                                                             | Iznimka u Saksoniji od 1738. Predano Pruskoj, 1815. |
| Stolberg-Wernigerode                  | knez grof prije 1890. | Hessen-Darmstadt, Hanover, Pruska                                                           | Iznimka u Saksoniji od 1738. Predano Pruskoj, 1815. |
| Thurn und Taxis                       | knez                  | Austrija, Bavarska, Hohenzollern-Sigmaringen, Württemberg                                   | Medijatizirale Bavarska, Hohenzollern-Sigmaringen i Württemberg, 1806. |
| Trauttmansdorff-Weinsberg             | knez                  | Austrija                                                                                    | Medijatizirao Baden, 1806., te su mu prodana prava na teritorij 1812. |
| Waldburg-Wolfegg-Waldsee              | knez                  | Austrija, Württemberg                                                                       | Medijatizirao Württemberg, 1806. |
| Waldburg-Zeil-Trauchburg              | knez                  | Austrija, Bavarska, Württemberg                                                             | Medijatizirao Württemberg, 1806. |
| Waldburg-Zeil-Wurzach                 | knez                  | Austrija, Bavarska, Württemberg                                                             | Medijatizirali Württemberg i Bavarska, 1806. Izumrli 1903. |
| Wied-Neuwied                          | knez                  | Austrija, Nassau, Pruska                                                                    | Medijatizirali Berg i Nassau, 1806. |
| Windisch-Grätz                        | knez                  | Austrija, Württemberg                                                                       | Medijatizirao Württemberg, 1806. |
| Ysenburg und Büdingen                 | knez                  | Austrija, Hessen-Kassel, Hessen-Darmstadt                                                   | Bivša kneževina Isenburg-Birstein. Medijatizirali Hessen-Kassel i Hessen-Darmstadt, 1815. |
| Ysenburg und Büdingen in Büdingen     | knez grof prije 1840. | Hessen-Kassel, Hessen-Darmstadt                                                             | Bivša grofovija Isenburg-Büdingen. Medijatizirao Isenburg-Birstein, 1806. |
| Ysenburg und Büdingen in Wächtersbach | knez grof prije 1865. | Hessen-Kassel, Hessen-Darmstadt                                                             | Bivša grofovija Isenburg-Wächtersbach. Medijatizirao Isenburg-Birstein, 1806. |

## Popis grofovskih medijatiziranih kuća (Erlaucht- presvijetlo visočanstvo)
| Ime                                   | Titula | Priznanje                                    | Bilješke |
| ------------------------------------- | ------ | -------------------------------------------- | --- |
| Bentinck                              | grof   | Oldenburg                                    | Medijatizirao Oldenburg, 1807. Dobili priznanje naslova 'Erlaucht', 1845                                                                                               |
| Erbach-Erbach                         | grof   | Bavarska, Hessen-Darmstadt, Württemberg      | Medijatizirao Hessen-Darmstadt, 1806. |
| Erbach-Fürstenau                      | grof   | Hessen-Darmstadt                             | Medijatizirao Hessen-Darmstadt, 1806. |
| Fugger-Kirchberg-Weissenhorn          | grof   | Bavarska                                     | Iznimka u Bavarsko, 1806., u tjednima prije formiranja Rajnske konfederacije                                                                                           |
| Fugger-Kirchheim                      | grof   | Bavarska                                     | Iznimka u Bavarsko, 1806., u tjednima prije formiranja Rajnske konfederacije                                                                                           |
| Fugger-Nordendorf                     | grof   | Bavarska                                     | Iznimka u Bavarsko, 1806., u tjednima prije formiranja Rajnske konfederacije                                                                                           |
| Giech                                 | grof   | Bavarska                                     | Pripojila Bavarska, 1806. |
| Harrach zu Rohrau und Thannhausen     | grof   | Austrija                                     | Austrija posredno držala nekoliko manjih teritorija. Izumrli 1886. |
| Königsegg-Aulendorf                   | grof   | Württemberg                                  | Medijatizirao Württemberg, 1806. |
| Küfstein-Greillenstein                | grof   | Austrija                                     | Austrija posredno držala nekoliko manjih teritorija. |
| Leiningen-Billigheim                  | grof   | Baden                                        | Medijatizirao Baden, 1806. |
| Leiningen-Neudenau                    | grof   | Baden                                        | Medijatizirao Baden, 1806. |
| Leiningen-Westerburg-Altleiningen     | grof   | Hessen-Darmstadt                             | Medijatizirao Hessen-Darmstadt, 1806. |
| Leiningen-Westerburg-Neuleiningen     | grof   | Nassau                                       | Medijatizirao Berg, 1807. Predano Nassauu, 1815. |
| Neipperg                              | grof   | Württemberg                                  | Medijatizirao Württemberg, 1806. |
| Ortenburg-Tambach                     | grof   | Bavarska                                     | Medijatizirala Bavarska, 1806. |
| Pappenheim                            | grof   | Bavarska                                     | Medijatizirala Bavarska, 1806. Nije bio član Carske skupštine; Bavarska priznala status medijatizirane kuće, 1831.                                                     |
| Platen-Hallermund                     | grof   | Hanover                                      | Medijatiziala Vestfalija, 1807. Predano Hanoveru, 1813. |
| Pückler und Limpurg                   | grof   | Württemberg                                  | Medijatizirao Württemberg, 1806. |
| Rechberg und Rothenlöwen              | grof   | Württemberg                                  | Medijatizirao Württemberg, 1806. Nije bio član Carske skupštine; Württemberg priznala status medijatizirane kuće.                                                      |
| Rechteren-Limpurg                     | grof   | Bavarska                                     | Medijatizirala Bavarska, 1806. |
| Schaesberg-Tannheim                   | grof   | Württemberg                                  | Medijatizirao Württemberg, 1806. |
| Schlitz genannt von Görtz             | grof   | Hessen-Darmstadt                             | Medijatizirao Hessen-Darmstadt, 1806. |
| Schönborn-Buchheim                    | grof   | Austrija, Bavarska                           | Medijatizirala Bavarska, 1806. |
| Schönborn-Wiesentheid                 | grof   | Bavarska                                     | Medijatizirala Bavarska, 1806. |
| Schönburg-Hinterglauchau              | grof   | Saksonija                                    | Iznimka u Saksoniji od 1740. |
| Schönburg-Rochsburg                   | grof   | Saxony                                       | Iznimka u Saksoniji od 1740. |
| Schönburg-Wechselburg                 | grof   | Saxony                                       | Iznimka u Saksoniji od 1740. |
| Solms-Laubach                         | grof   | Hessen-Darmstadt                             | Medijatizirao Hessen-Darmstadt, 1806. |
| Solms-Rödelheim                       | grof   | Hessen-Cassel, Hessen-Darmstadt              | Medijatizirao Hessen-Darmstadt, 1806. |
| Solms-Wildenfels                      | grof   | Hessen-Darmstadt                             | Medijatizirao Hessen-Darmstadt, 1806. |
| Stadion-Thannhausen                   | grof   | Bavarska                                     | Medijatizirala Bavarska, 1806. Izumrli 1908. |
| Stadion-Warthausen                    | grof   | Austrija, Württemberg                        | Medijatizirala Bavarska, 1806. Nije bio član Carske skupštine; Austrija i Württemberg priznali status medijatizirane kuće. Izumrli 1906.                               |
| Starhemberg                           | grof   | Austrija                                     | Austrija posredno držala nekoliko manjih teritorija. |
| Sternberg-Manderscheid                | grof   | Austrija, Württemberg                        | Medijatizirao Württemberg, 1806. Izumrli 1830. |
| Törring-Gutenzell                     | grof   | Württemberg                                  | Medijatizirao Württemberg, 1806. Izumrli 1860.; bočnoj lozi dana prava medijatizirane kuće, 1888.                                                                      |
| Waldbott von Bassenheim               | grof   | Bavarska, Nassau, Württemberg                | Medijatizirala Bavarska, 1806. |
| Waldeck-Pyrmont                       | grof   | Württemberg                                  | Waldeck-Limpurg Medijatizirao Württemberg, 1806. |
| Wallmoden-Gimborn                     | grof   | Mecklenburg                                  | Lordship of Gimborn-Neustadt Medijatizirao Berg, 1807. |
| Wurmbrand-Stuppach                    | grof   | Austrija                                     | Austrija posredno držala nekoliko manjih teritorija |
| Ysenburg und Büdingen in Meerholz     | grof   | Hessen-Cassel, Hessen-Darmstadt, Württemberg | Bivša grofovija Isenburg-Meerholz. Medijatizirao uglavnom Isenburg-Birstein, 1806. Izumrli 1939.                                                                       |
| Ysenburg und Büdingen in Philippseich | grof   | Hessen-Darmstadt                             | Bočna loza kneževske obitelji Isenburg-Birstein. Hessen-Darmstadt priznao status medijatizirane kuće, iako nisu posjedovali neposrednost ili glas u Carskoj skupštini. |